# Banks of Eden
Banks of Eden è l'undicesimo album discografico in studio del gruppo musicale progressive rock svedese dei The Flower Kings, pubblicato nel 2012.

## Tracce
1. Numbers – 25:20
2. For The Love Of Gold – 7:30
3. Pandemonium – 6:05
4. For Those About To Drown – 6:30
5. Rising The Imperial – 7:40

Disco bonus
1. Illuminati – 6:20
2. Fireghosts – 5:50
3. Going Up – 5:10
4. LoLines – 4:40

## Formazione
- Roine Stolt - voce, chitarre
- Tomas Bodin - tastiere
- Hasse Fröberg - voce, chitarre
- Jonas Reingold - basso
- Felix Lehrmann - batteria